# Abbundsoftware
Abbundsoftware unterstützt den Zimmerer(-meister) bei der Abbundplanung. Diese ist Grundlage für die Bearbeitung von Hölzern für ein Bauwerk z. B. einen Dachstuhl.
Seit Beginn der 1980er Jahre entwickelte gebrauchstaugliche Abbundsoftware hat inzwischen die herkömmlichen Methoden zur Abbundmaßermittlung, den 1:1 Aufriss auf dem Schnürboden, den maßstäblichen Aufriss (meist 1:10) und den rechnerischen Abbund (mittels Taschenrechner und Formelsammlung) weitgehend abgelöst. Die Abbundplanung lässt sich mit Abbundprogrammen genauer und schneller durchführen.
Die unterschiedlichen Abbundsoftware-Programme basieren auf
- 2D oder 3D CAD-Modellierkernen
- Rechenprogrammen

die jeweils die speziellen Anforderungen des Zimmerers berücksichtigen.
Zuerst wird ein Grundriss mit Vorgabe von Dachneigungen, Dachüberstand, Drempelhöhen und Traufhöhen eingegeben. Diese Eingaben werden durch verschiedene Hilfen erleichtert (zum Beispiel spezielle Eingabedialoge, grafische Erklärungen usw.). Als erstes Zwischenergebnis entsteht daraus eine Dachausmittlung.
Die einzelnen Dachflächen werden mehr oder weniger automatisch mit Tragwerkshölzern (Sparren, Grat- oder Kehlsparren, Pfetten, Pfosten, Kehlzangen, Deckenbalken, Wandhölzern u. v. m.) bestückt. Im Gegensatz zum freien CAD sind die Hölzer an die Dachfläche gebunden (man muss also keinen Bezugspunkt angeben) und gleichmäßig über die Fläche verteilt. Außerdem werden die Enden bereits im richtigen Winkel geschnitten, so dass auf einfache Weise ein dreidimensionales Dachmodell auf dem Bildschirm entsteht.
Nachdem das Modell fertig ist, werden daraus vermaßte Grundriss- und Schnittpläne erzeugt. Alle eingegebenen Hölzer werden zu einer Holzliste zusammengefasst, die längensortiert und verschnittoptimiert ins Sägewerk gegeben wird.
Eine höhere Ausbaustufe der Abbundsoftware ermöglicht bereits den maschinellen Zuschnitt aller Hölzer auf computergesteuerten Abbundanlagen.